# (73450) 2002 NY19
(73450) 2002 NY19 – planetoida z pasa głównego asteroid okrążająca Słońce w ciągu 5,77 lat w średniej odległości 3,21 j.a. Odkryta 9 lipca 2002 roku.